# Samidae
Samidae é uma família de esponjas marinhas da ordem Spirophorida. Contém apenas um gênero Samus Gray, 1867, com uma única espécie descrita Samus anonymus Gray, 1867.